# Cleistochloa sclerachne
Cleistochloa sclerachne là một loài thực vật có hoa trong họ Hòa thảo. Loài này được (F.M.Bailey) C.E.Hubb. mô tả khoa học đầu tiên năm 1933.